# Portada/article agost 19

## Beluga
La beluga (Delphinapterus leucas) és una espècie de cetaci odontocet que habita a la regió àrtica i subàrtica. Se la sol anomenar equivocadament "balena blanca" (el terme "balena" en el seu sentit més estricte no és aplicable als cetacis dentats i es reserva per als integrants del subordre dels misticets). És l'única espècie del gènere Delphinapterus i conforma la família dels monodòntids, juntament amb el narval.